# جيسي روت
جيسي روت (بالإنجليزية: Jesse Root)‏ هو محامي وقاضي وسياسي أمريكي، ولد في 28 ديسمبر 1736 في كوفنتري في الولايات المتحدة، وتوفي في 29 مارس 1822. انتخب عضو مجلس نواب كونيتيكت.